# Baszta Kobieca na Wawelu

Baszta Kobieca na mapie Wawelu.

Baszta Kobieca, zw. także Panieńską – baszta wzgórza wawelskiego, z XIV w. Została zburzona przez Austriaków w 1851 w związku z budową murów obronnych wokół wawelskiego wzgórza. Wzgórze zostało jednym z elementów Twierdzy Kraków.
Część górną zrekonstruowano w 1958 r. Obok niej znajduje się baszta Szlachecka. Przyległa brama utworzona została w XVIII w. dla karet.